# Ali Hassan Al-Yami
Ali Hassan Al-Yami (الحسن اليامي; Khafji, 21 agosto 1972) è un ex calciatore saudita, di ruolo attaccante.

## Carriera
Ha diviso la carriera fra Al-Najrān ed Al-Ittihad, giocando anche i Mondiali 2002.

## Palmarès

### Club

#### Competizioni nazionali
- Campionato saudita: 5

Al-Ittihad: 1996-1997, 1998-1999, 1999-2000, 2000-2001, 2002-2003
- Coppa della Corona del Principe saudita: 3

Al-Ittihad: 1997, 2001, 2004
- Coppa Principe Faysal Bin Fahd: 2

Al-Ittihad: 1997, 1999

#### Competizioni internazionali
- AFC Champions League: 2

Al-Ittihad: 2004, 2005
- Coppa delle Coppe dell'AFC: 1

Al-Ittihad: 1999
- Champions League araba: 1

Al-Ittihad: 2005
- Coppa dei Campioni del Golfo: 1

Al-Ittihad: 1999